# 915-ös busz (Pécs)
A pécsi 915-ös jelzésű autóbusz egy megszűnt éjszakai autóbuszvonal, a járatok a Bőrgyár - Táncsics M. u. - Keszüi út - Maléter P. út - Aidinger J. út - Nagy I. u. - Fagyöngy u. útvonalon közlekedtek.

Ellenkező irányban 925-ös jelzéssel közlekedett.

## Útvonala
A járatok útvonala:
| Bőrgyár - Fagyöngy utca: |
| --- |
| - Bőrgyár - Szövetség utca - Árnyas utca - Berzsenyi utca - Bogár utca - Sarolta utca - Maléter Pál út I. - Krisztina tér - Aidinger János út - Sztárai Mihály út - Csontváry utca - Gadó utca - Illyés Gyula utca II. - Fagyöngy utca forduló |

## Hasznos linkek
- Az PK Zrt. hivatalos oldala
- Menetrend
- Megnézheti, hol tartanak a 915-ös buszok